# Класен, Линус
Роберт Линус Александер Класен (швед. Robert Linus Alexander Klasen; 19 февраля 1986, Стокгольм, Швеция) — шведский хоккеист, нападающий. Игрок швейцарского клуба «Лугано» и сборной Швеции по хоккею с шайбой.

## Биография
Линус Класен — воспитанник стокгольмского клуба «Худдинге». В высшей шведской лиге дебютировал за «Сёдертелье». 30 октября 2010 Линус впервые сыграл в НХЛ за «Нэшвилл» в матче против «Детройта». 17 мая 2011 года подписал контракт с «Мальмё» сроком на 3 года, где сразу стал капитаном команды. Годовой оклад игрока составлял 4 миллиона шведских крон, что делало его самым высокооплачиваемым игроком в Швеции. После сезона 2011/12 из-за финансовых проблем игроку пришлось покинуть клуб. Два сезона провёл в высшей лиге страны в «Лулео». По окончании контракта 2 апреля 2014 года подписал четырёхлетний контракт с клубом швейцарской лиги «Лугано». В сборной Швеции выступает с 2014 года. Бронзовый призёр чемпионата мира по хоккею с шайбой 2014 года. Также выступает за сборную Швеции в хоккее на роликах.